# Busnago
Busnago é uma comuna italiana da região da Lombardia, província de Monza e Brianza, com cerca de 4.576 habitantes. Estende-se por uma área de 5 km², tendo uma densidade populacional de 915 hab/km². Faz fronteira com Cornate d'Adda, Mezzago, Trezzo sull'Adda, Bellusco, Roncello, Grezzago, Trezzano Rosa.

## Demografia
| Variação demográfica do município entre 1861 e 2011                               |
|                                                                                   |
| Fonte: Istituto Nazionale di Statistica (ISTAT) - Elaboração gráfica da Wikipedia |